# Acmopyle sahniana
Acmopyle sahniana (фиджийские названия — нгамлеве (фидж. Nggamleve), кау-тамбуа (фидж. kau tambua) — вид из рода Акмопиле (Acmopyle) семейства Подокарповые (Podocarpaceae). Эндемик островов Фиджи.

## Название
Растение названо в честь индийского палеоботаника Бирбала Сахни (1891—1949), который написал докторскую работу, посвящённую исследованию новокаледонского вида акмопиле (рода, который незадолго до этого был выделен в самостоятельный ранг). Учёный пришёл к выводу о том, что некоторые виды растений, произраставших в Фиджи, могли относиться к этому же роду.

## Распространение
Произрастает в густых лесах горной местности на высоте от 670 до 1050 м. Имеет очень ограниченный ареал, встречаясь только на острове Вити-Леву. Вид известен только по шести экземплярам. Все они были найдены на большой высоте, в верхней части очень крутого и узкого горного кряжа. Растение отличается большой выносливостью, так как может произрастать на очень бедных почвах и даже на её небольших кусках, однако в подобных условиях не встречается на низких высотах.
Согласно Красной книге МСОП вид находится в критическом состоянии.

## Биологическое описание
Acmopyle sahniana — дерево высотой 3-8 м (иногда может достигать 12 м). На больших высотах ствол дерева, как правило, сильно искривлён, а его высота достигает всего 4 м. Диаметр ствола — 14 см.
Количество стеблей на дерево небольшое. Большинство из них находится в верхней половине. Листья тёмно-зелёные, сплющенные, слегка серповидные, двухрядные. Верхняя сторона листа имеет восковое покрытие, нижняя — беловатый налёт. Длина — 1,7–24 мм, ширина — 2–3,2 мм. Молодые листья красновато-пурпурного цвета. Зрелости дерево достигает в 5—10 лет при высоте в 1 м. В этом возрасте при благоприятных условиях оно может размножаться. Цикл размножения Acmopyle sahniana не изучен, однако известно, что в отличие от других Подокарповых растение является однодомным, то есть и женские, и мужские цветки находятся на одной особи. Мужские цветки похожи на шишки. Длина — 0,5 см, ширина — 0,2 см. Микроспорофилы треугольные, острые. Женские шишки ветвистые с чешуями. Длина — 0,5 см. Молодые шишки зелёные, по мере созревания становятся чёрными. Созревают в ноябре.